# 포항시 남구·울릉군
포항시 남구·울릉군은 대한민국의 국회의원 선거구이다. 경상북도 포항시 남구와 울릉군을 관할한다. 현 지역구 국회의원은 국민의힘의 이상휘이다.

## 역사
1995년 1월, 포항시와 영일군이 통합되면서 통합 포항시가 출범했다. 또한 포항시에 구제가 실시되면서 북구와 남구가 설치되었다. 이에 제15대 국회의원 선거를 앞두고 포항시 남구와 울릉군을 관할하는 선거구로 신설되었다.

## 관할 구역
| 대수  | 관할 구역                    |
| ----- | ---------------------------- |
| 15대~ | 포항시 남구 일원 울릉군 일원 |

## 역대 국회의원
| 선거   | 정당 | 정당       | 의원   |
| ------ | ---- | ---------- | ------ |
| 1996년 |      | 신한국당   | 이상득 |
| 2000년 |      | 한나라당   | 이상득 |
| 2004년 |      | 한나라당   | 이상득 |
| 2008년 |      | 한나라당   | 이상득 |
| 2012년 |      | 새누리당   | 김형태 |
| 2013년 |      | 새누리당   | 박명재 |
| 2016년 |      | 새누리당   | 박명재 |
| 2020년 |      | 미래통합당 | 김병욱 |
| 2024년 |      | 국민의힘   | 이상휘 |

## 역대 선거 결과

### 대한민국 제15대 국회의원 선거
|  | 48.77% |

|  | 28.41% |

|  | 18.53% |

|  | 4.26% |

### 대한민국 제16대 국회의원 선거
|  | 53.45% |

|  | 37.58% |

|  | 8.95% |

### 대한민국 제17대 국회의원 선거
|  | 50.10% |

|  | 34.97% |

|  | 6.80% |

|  | 6.27% |

|  | 1.83% |

### 대한민국 제18대 국회의원 선거
|  | 69.62% |

|  | 17.06% |

|  | 10.92% |

|  | 2.37% |

### 대한민국 제19대 국회의원 선거
|  | 41.24% |

|  | 21.89% |

|  | 19.01% |

|  | 17.84% |

### 2013년 대한민국 재보궐선거
|  | 78.56% |

|  | 18.50% |

|  | 2.92% |

### 대한민국 제20대 국회의원 선거
|  | 71.86% |

|  | 15.07% |

|  | 13.06% |

### 대한민국 제21대 국회의원 선거
|  | 55.83% |

|  | 34.31% |

|  | 8.23% |

|  | 1.00% |

|  | 0.61% |

### 대한민국 제22대 국회의원 선거
|  | 70.03% |

|  | 29.96% |